# Eric Stehfest
Eric Stehfest, né le 6 juin 1989 à Dresde, est un acteur, réalisateur, écrivain et danseur allemand.

## Carrière professionnelle
De 2009 à 2013, Eric Stehfest a étudié l'art dramatique de l'université de musique et de théâtre « Felix Mendelssohn Bartholdy » de Leipzig. Dans le cadre de sa formation d'acteur, il travaille au Théâtre Maxime-Gorki à Berlin.
Du 10 septembre au 4 décembre 2013, il a joué dans le feuilleton de RTL Unter uns dans le rôle de Yannick Benhöfer. Depuis le 9 décembre 2014, il joue dans le feuilleton Au rythme de la vie en tant que Chris Lehmann. En mai 2016, il s'est classé quatrième dans l'émission Let's Dance avec sa partenaire de danse Oana Nechiti. Au printemps 2017, Eric Stehfest a publié un livre biographique avec 9 jours d'éveil, qui traite de sa dépendance de dix ans à la méthanphétamine (adapté en 2020 en téléfilm, où Jannik Schümann interprète son personnage).

## Courts métrages
En 2016, il réalise le court métrage dramatique Trieb et joue dans le rôle de Johann. Il  danse au côté de la danseuse roumano-allemande Oana Nechiti,,.

## Clips vidéos
Il débutera en autre une carrière de danseur avec qui il dansera avec de nombreux artistes[pas clair],,.

## Vie privée
En novembre 2015, il épouse l'actrice et musicienne Lotta Laut, de son vrai nom Edith Rücker. En avril 2016, ils sont devenus parents d'un fils, nommé Aaron Amadeus Stehfest.

## Filmographie

### Télévision

#### Courts métrages et réalisation
- 2016 : Trieb : Johann

#### Séries télévisées
- 2013 :  Unter Uns de Kay Rolle et Jörg Brückner : Yannick Benhöfer
- 2014–2019: Au rythme de la vie de Reg Watson : Christian « Chris » Lehmann

#### Clips vidéos
- 2016 : TANZEN MACHT SPAß en duo avec Daniel Stefanik
- 2016 : Lost In The Rhythm en duo avec JSM feat. Octavia Rose
- 2016 : ZUR SONNE en duo Atcon Clank aka. Fritz Dittmann & Roan

## Théâtre
- 2003 : Herzsprung, Spielbühne Freital
- 2005 : Das Spiel von Liebe und Zufall, Spielbühne Freital
- 2007 : Hass im Herzen, Spielbühne Freital
- 2012 : Die Sonnenallee, Grassi Museum Leipzig
- 2013 : Die Idioten, Maxim-Gorki-Theater Berlin
- 2013 : Die Räuber, Maxim-Gorki-Theater Berlin

## Livres
- 2017 : 9 Tage wach. Edel, Hamburg 2017[10]